# Alin Buleică
Alin Florian Buleică (Craiova, 12 settembre 1991) è un ex calciatore rumeno, di ruolo centrocampista.

## Carriera
Ha giocato nella massima serie rumena.